# Ballester Point
Der Ballester Point (englisch; bulgarisch носът Балестер nosat Balester) ist eine Landspitze an der Südküste der Livingston-Insel im Archipel der Südlichen Shetlandinseln. In der South Bay bildet sie die Südseite der Einfahrt zum Johnsons Dock.
Britische Kartierungen stammen aus den Jahren 1822 und 1968. Spanische Wissenschaftler nahmen 1991 detaillierte Vermessungen vor. Die bulgarische Kommission für Antarktische Geographische Namen benannte sie nach dem spanischen Chemiker Antonio Ballester Nolla (1920–2017), einer der federführenden Wissenschaftler des spanischen Antarktisprogramms.